# U-744
Unterseeboot 744 foi um submarino alemão do Tipo VIIC, pertencente a Kriegsmarine que atuou durante a Segunda Guerra Mundial.

## Comandantes
| Comandante           | Data                                    |
| -------------------- | --------------------------------------- |
| Oblt. Heinz Blischke | 5 de junho de 1943 - 6 de março de 1944 |

## Subordinação
Durante o seu tempo de serviço, esteve subordinado às seguintes flotilhas:
| Período                                     | Flotilha                                  |
| ------------------------------------------- | ----------------------------------------- |
| 5 de junho de 1943 - 30 de novembro de 1943 | 8. Unterseebootsflottille (treinamento)   |
| 1 de dezembro de 1943 - 6 de março de 1944  | 9. Unterseebootsflottille (serviço ativo) |

## Operações conjuntas de ataque
O U-744 participou das seguinte operações de ataque combinado durante a sua carreira:
- Rudeltaktik Coronel 1 (15 de dezembro de 1943 - 17 de dezembro de 1943)
- Rudeltaktik Sylt (18 de dezembro de 1943 - 23 de dezembro de 1943)
- Rudeltaktik Rügen 2 (23 de dezembro de 1943 - 28 de dezembro de 1943)
- Rudeltaktik Rügen 1 (28 de dezembro de 1943 - 3 de janeiro de 1944)
- Rudeltaktik Preussen (26 de fevereiro de 1944 - 6 de março de 1944)